# Gerhard Kerschbaumer
Gerhard Kerschbaumer (Bressanone, 19 juli 1991) is een Italiaanse mountainbiker. Hij heeft verschillende nationale cross country-masters gewonnen en nam deel aan de Olympische Zomerspelen 2012 in Londen.

## Carrière
Kerschbaumers eerste officiële wedstrijd reed hij in 2009 op het Wereldkampioenschap Cross Country junioren, waar hij een tweede plaats behaalde. In datzelfde jaar werd hij nationaal kampioen cross country. In 2010 won hij zijn eerste U23 World Cup wedstrijd in Pietermaritzburg. In 2011 won hij vier van de zeven races tijdens het Wereldkampioenschap, waardoor hij verzekerd was van de overwinning. In 2012 won hij een van de zeven U23 Worldcup races en eindigde dit seizoen tweede overall. In datzelfde jaar nam hij deel aan de Olympische Spelen in Londen.

## Deelnames[1]

### 2008
- Italiaanse nationale kampioenschappen Cross Country -

### 2009
- Wereldkampioenschap Cross Country junioren ( Canberra) -
- Wereldbeker Cross Country voor junioren 2009 - 
  - #2  Offenburg - 
  - #3  Houffalize - 
  - #8  Schladming -

### 2010
- Wereldkampioenschap Cross Country U23 ( Mont-Sainte-Anne) - 5de
- Wereldbeker Cross Country 2010 - 62ste
  - #2  Houffalize - 33ste
  - #3  Offenburg - 95ste
  - #4  Champéry - 29ste
  - #5  Val di Sole) - 83ste

### 2011
- Wereldkampioenschap Cross Country U23 ( Champéry) - 6de
- Wereldbeker Cross Country U23 2011 - 
  - #1  Pietermaritzburg - 
  - #2  Dalby Forest - 
  - #3  Offenburg - 
  - #4  Mont-Sainte-Anne - 
  - #5  Windham - 10de
  - #6  Nove Mesto na Morave - 
  - #7  Val di Sole -

### 2012
- Olympische Spelen 2012 Cross Country ( Londen) - 13de
- Wereldkampioenschap Cross Country U23 ( Saalfelden) - 7de
- Wereldbeker Cross Country U23 2012 - 
  - #1  Pietermaritzburg - 
  - #2  Houffalize - 4de
  - #3  Nove Mesto na Morave - 6de
  - #4  La Bresse - 10de
  - #5  Mont-Sainte-Anne - 
  - #6  Windham - 6de
  - #7  Val d'Isère -
- Europees kampioenschap Cross Country U23 ( Moskou) - 25ste
- Italiaans nationaal kampioenschap Cross Country U23 -

### 2013
- Wereldkampioenschap Cross Country ( Pietermaritzburg) -
- Wereldbeker Cross Country - 16de
  - #1  Albstadt - 33ste
  - #2  Nove Mesto na Morave - 40ste
  - #3  Val di Sole - 12de
  - #4  Vallnord - 5de
  - #5  Hafjell - 13de
- Europees kampioenschap Cross Country U23 ( Bern) - 8ste
- Italiaans nationaal kampioenschap Cross Country U23 -

### 2014
- Wereldkampioenschap Cross Country ( Hafjell) - 20ste
- Wereldbeker Cross Country - 15de
  - #1  Pietermaritzburg - 16de
  - #2  Cairns - 14de
  - #3  Nove Mesto na Morave - 41ste
  - #4  Albstadt - 20ste
  - #5  Mont-Sainte-Anne - 14de
  - #6  Windham - 30ste
  - #7  Méribel - 5de
- Europees kampioenschap Cross Country (Sint Wendel) - 32ste
- Italiaans nationaal kampioenschap Cross Country -

### 2015
- Wereldbeker Cross Country - 
  - #1  Nove Mesto na Morave - 13de
  - #2  Albstadt - 20ste
  - #3  Lenzerheide - 27ste
- Europese Spelen Cross Country ( Bakoe) - 4de

### 2016
- Wereldbeker Cross Country - 
  - #1  Cairns - 23ste
- Europese kampioenschappen () - 10de